# Сливник
Сливник (на македонска литературна норма: Сливник; на албански: Slivniku) е село в община Велес на Северна Македония. В него действа начално училище.

## География
Сливник е разположено в западния дял на Велешката община, по поречието на река Тополка. Селото се намира в хълмиста местност, като средната му надморска височина е 391 м. Отстои на 10 км от административния център Велес. Землището му е с големина от 2,6 км2, като обработваемите земи са 130 ха.

## Население
Според броя на жителите, Сливник е средно по големина село и е сред няколкото велешки села населено само с албанци. Естественият прираст на населението е положителен. Според преброяването от 2002 г. в селището живеят 444 души, от които 443 са албанци и 1 друг.

## Личности
Починали в Сливник
- Трайко Бошковски (1918-1943), югославски партизанин и деец на НОВМ